# Орден Святого Патрика
Найблискучіший Орден Святого Патрика (англ. The Most Illustrious Order of Saint Patrick) — британський лицарський орден, асоційований з Ірландією. Еквівалентний до англійського Ордена Підв'язки та шотландського Ордена Будяка. Був заснований у 1783 році королем Георгом III. Регулярні нагородження тривали аж до набуття більшою частиною Ірландії незалежності у 1921 році. Останнє нагородження відбулось 1936 року. Останній лицар ордену, принц Генрі, герцог Глостер, помер у 1974 році. Разом із тим, офіційно орден існує донині, будучи «сплячим». Його главою є король Чарльз III. Девіз ордену — «Quis separabit?» («Хто розділить нас?»), скорочений євангельський вислів «Хто відокремить нас від любові Христа?» (Послання до Римлян 8:35).

## Історія

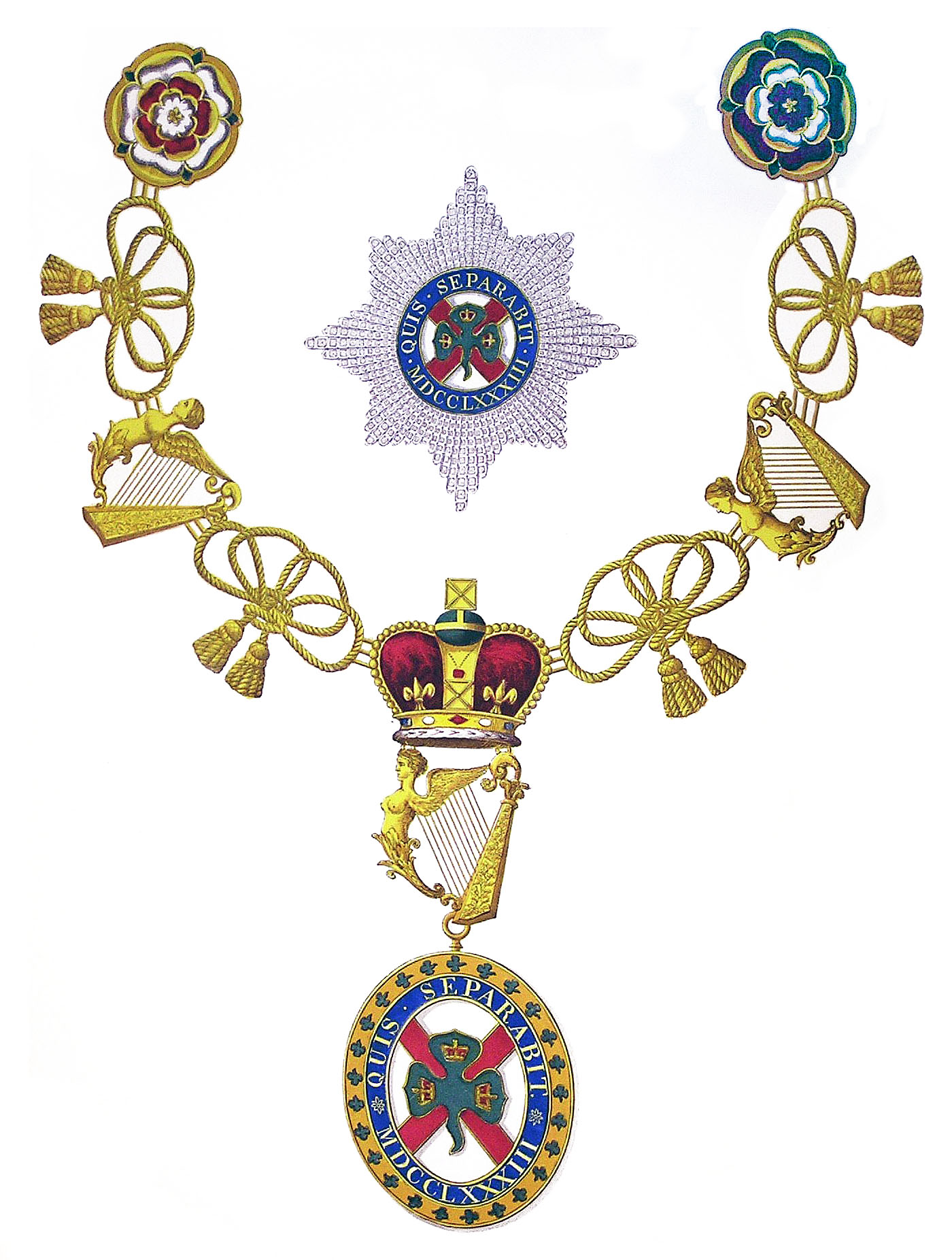
Знак ордену на ланцюгу й зірка

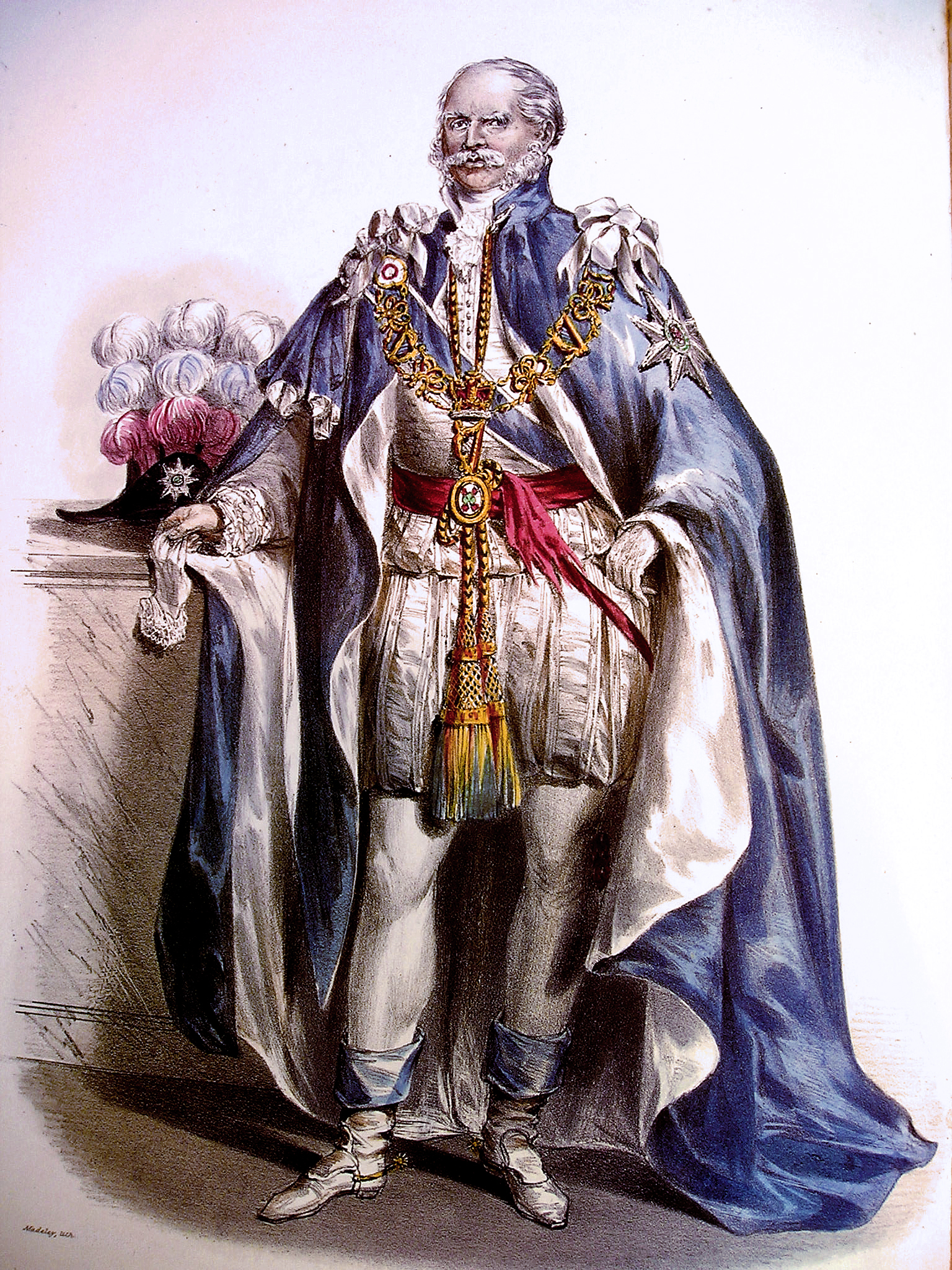
Ернст Август I в одежах Лицаря Ордена Святого Патрика

З трьох вищих британських орденів Орден Святого Патрика — наймолодший. Його англійський еквівалент — Орден Підв'язки — засновано у 1348 році і він є найстародавнішим орденом Великої Британії. Шотландський Орден Будяка засновано у 1687 році.
Орден було засновано у 1783 році, за рік після здобуття Ірландією суттєвої автономії. Статут ордену обмежував членство чоловіками, дворянами у третьому поколінні як з боку батька, так і матері, фактично у лицарі ордену посвячувались тільки ірландські принци й пери ірландського парламенту. Хрест Святого Патрика (червоний Андріївський хрест на білому тлі) було обрано як один з символів ордену. Прапор з Хрестом Святого Патрика згодом використовувався як напівофіційний прапор Ірландії аж до Союзного акту 1800 року, коли цей хрест було включено до прапора Великої Британії.
У 1907 році головні знаки розрізнення ордена (англ. Irish Crown Jewels) незадовго до візиту короля Едуарда VII були викрадені з Дублінського замку. Irish Crown Jewels надягались монархом на церемонію посвяти нових лицарів. Місцезнаходження викрадених коштовностей невідоме донині.
Після 1922 року були нагороджені тільки три особи, причому усі троє — сини Георга V: у 1927 році — принц Уельський, майбутній король Едуард VIII, у 1934 році — принц Генрі, герцог Глостер, у 1936 році — принц Альберт, герцог Йоркський і майбутній король Георг VI.
У 1943 році Вінстон Черчилль запропонував відродити орден на честь заслуг Гарольда Александера, проявлених ним під час бойових дій в Тунісі, проте уряд і парламент не підтримали цю ідею, вважаючи, що відродження такого ордену порушить баланс сил між Лондоном і Дубліном.
У 1960-их роках ірландський прем'єр-міністр Шон Лемасс також вживав спроби відродження ордена, але рішення так і не було прийнято.